# Дністер (дизель-поїзд)
«Дністер» — іменний дизель-поїзд ДР1А-329 моторвагонного депо «Тернопіль».

## Історія появи назви
В 2009 році присвоїв дизель-потяг назву "Дністер".
Цей дизель-потяг отримав назву в честь річки Нічлава.
Фахівці служби приміських пасажирських перевезень і моторвагонного депо Тернопіль обрали для підготовки дизель-поїзд ДР1А № 329, 1980 року випуску.
Ще один дизель-потяг ДР1А-181 назвали в честь річки Нічлава і назва також Нічлава.

## Історія дизель-потяга
Дизель-потяг був побудований у квітні 1996 року на Ризькому вагонобудівному заводі.. Від побудови був приписаний в локомотивне депо Здолбунів.
В 2003 році він переданий в Тернопіль (у локомотивне депо).
В 2009 році потяг провів капітальний ремонт та отримав назву на честь річки, яка протікає на південній частині Тернопільської області і не тільки.
1 вересня 2011 року був переданий вже в моторвагонне депо Тернопіль.
В 2015 році цей дизель-потяг став неробочим.
В 2018 році дизель-потяг обкатували з тепловозом ЧМЕ3.
Через 5 років дизель-потяг став кандидатом на списання. Причини: колір став світлішим, сидіння відкріплені і були факти вандалізму.
Протягом 2023 - 2024 років дизель поїзд проходив модернізацію на Київському електровагоноремонтному заводі. 15 лютого 2024 року був відправлений на маршрут № 887-890 Коростень - Вінниця.